# Comuna Novoselivka, Krînîcikî
Novoselivka (în ucraineană Новоселівка) este o comună în raionul Krînîcikî, regiunea Dnipropetrovsk, Ucraina, formată din satele Barvinok, Illinka, Novoselivka (reședința), Rohivske, Stepanivka și Zelenîi Kut.

## Demografie
Componența lingvistică a satului Novoselivka
     Ucraineană (91,68%)
     Rusă (6,89%)
     Alte limbi (0,43%)
Conform recensământului din 2001, majoritatea populației satului Novoselivka era vorbitoare de ucraineană (91,68%), existând în minoritate și vorbitori de rusă (6,89%).